# 迈济
迈济（法語：Maizy，法語發音：[mɛzi]）是法国上法蘭西大區埃纳省的一个市镇，属于拉昂区。

## 地理
迈济（49°22'37"N, 3°44'3"E）面积7.09 平方千米，位于法国上法蘭西大區埃纳省，该省份为法国北部内陆省份，北起北部省，西接索姆省和瓦兹省，东临阿登省和马恩省，西南至塞纳-马恩省，东北部与比利时接壤。
与迈济接壤的市镇（或旧市镇、城区）包括：博里约、孔瑟夫勒、屈西和热尼、米斯库尔、厄伊、帕尔尼昂、莱塞特瓦隆。

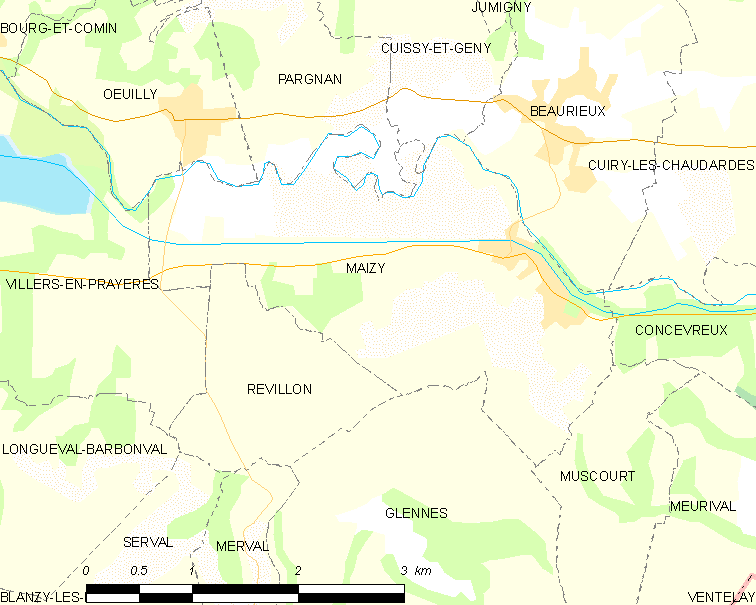
迈济的OSM定位图

迈济的时区为UTC+01:00、UTC+02:00（夏令时）。

## 行政
迈济的邮政编码为02160，INSEE市镇编码为02453。

## 政治
迈济所属的省级选区为埃纳河畔新城县。

## 人口

1962-2008年间迈济人口变化图示

迈济于2022年1月1日时的人口数量为398人。